# Pôle Sud magnétique
Pour les articles homonymes, voir Pôle Sud (homonymie).

Le pôle Sud magnétique : errances entre 1914 et 2008.

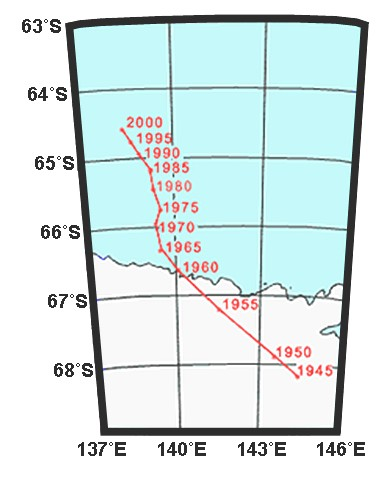
Déplacement du pôle sud magnétique.

Le pôle Sud magnétique de la Terre est un point errant unique sur la surface où le champ magnétique terrestre pointe vers le haut. En 2008, il se trouvait en mer d'Urville au large de la Terre-Adélie.

## Description
Il s'agit en fait du pôle Nord de l'aimant généré par les courants de convection dans le noyau ferreux de la Terre.
Le pôle Sud magnétique ne doit pas être confondu avec le pôle Sud géographique qui, lui, est fixe. La position du pôle Sud magnétique évolue dans le temps :
| Année | Coordonnées                   |
| ----- | ----------------------------- |
| 1998  | 64° 36′ S, 138° 30′ E         |
| 2004  | 63° 30′ S, 138° 00′ E         |
| 2007  | 64° 29′ 49″ S, 137° 41′ 02″ E |
| 2008  | 65° 00′ S, 138° 00′ E         |

## Historique
Le premier calcul de l'inclinaison magnétique permettant de localiser ce pôle Sud magnétique fut effectué le 23 janvier 1838 par l'ingénieur hydrographe Vincendon-Dumoulin, membre de l'expédition Dumont d'Urville en Antarctique et Océanie sur les corvettes L'Astrolabe et La Zélée en 1837-1840.